# Rori Wood
Pour les articles homonymes, voir Wood.
Pas d'image ? Cliquez ici

a Compétitions nationales et continentales officielles uniquement.

b Matchs officiels uniquement.
Dernière mise à jour le 31 juillet 2025.
Rori Wood, née en 2000 à Sooke (Canada), est une joueuse internationale canadienne de rugby à XV, évoluant au poste de pilier. Elle joue en Championnat d'Angleterre aux Ealing Trailfinders.

## Biographie
Rori Wood joue en 2024 pour le club de rugby à XV du Westshore RFC. Au mois d'août, elle joue en Championnat des provinces néo-zélandaises avec Auckland. Au mois d'octobre, elle honore sa première cape internationale avec l'équipe du Canada lors d'un match du WXV 2024 contre l'Irlande, où elle entre en jeu à la 30e minute.
Elle poursuit des études de kinésiologue à l'Université de la Colombie-Britannique où elle joue pour l'équipe de rugby à XV de l'établissement les Thunderbirds de l'UCB.
En janvier 2025, elle part jouer dans le Championnat d'Angleterre où elle rejoint les Ealing Trailfinders. En avril, elle est sélectionnée pour la Pacific Four Series'. Blessée au genou, elle est forfait pour la Coupe du monde.